# Löndö-Assoziation
Die Löndö-Assoziation (auf Sango: LÖNDÖ, französisch Association Löndö) war eine politische Partei in der Zentralafrikanischen Republik.
Sie wurde 2004 gegründet und gewann 2005 einen von 105 Parlamentssitzen in der Nationalversammlung der Zentralafrikanischen Republik.
Bei den darauffolgenden Wahlen 2011 trat die Löndö-Assoziation nicht mehr an oder existierte nicht mehr.